# Pehr Christopher Westring
Pehr Christopher Westring, född 1789 i Norrköping, död 1 november 1844 i Göteborg, var en svensk läkare. Han var under åren 1828–1844 överläkare på Sahlgrenska sjukhuset.

## Biografi
Westring föddes år 1789 i Norrköping som son till läkaren Johan Peter Westring och var nummer fyra bland tretton syskon. Han studerade medicin i Uppsala och blev medicine licentiat år 1816, kirurgie magister år 1817 och blev senare medicine doktor. Genom ett resestipendium år 1822 reste han till Tyskland och Paris och studerade kirurgi. År 1828 utsågs han till överläkare vid Sahlgrenska sjukhuset av Pehr Dubb. Westring blev år 1837 kunglig livmedikus och ansågs vara den mest framstående medicinaren och kirurgen på sin tid. Westring var överläkare under den svåra koleraepidemin i Göteborg år 1834.
Westring var en av initiativtagarna till bildandet av Trädgårdsföreningen i Göteborg.
Westring avled i lungtuberkulos den 1 november 1844 och ligger begravd på Stampens kyrkogård. Han var aldrig gift. Han donerade sitt ansenliga naturaliekabinett till det blivande Göteborgs museum och det omfattande biblioteket delades efter hans död upp mellan Sahlgrenska sjukhuset, Latinläroverket, Chalmers och vitterhetssamhället.
Doktor Westrings gata på Guldheden är uppkallad efter Pehr Christopher Westring.